# Алекперов, Азиз Юсиф оглы
Азиз Юсиф оглы Алекперов (азерб. Əziz Yusif oğlu Ələkbərov; род. 5 октября 1960 года, село Каралар, Араратский район, Армянская ССР) — государственный и политический деятель. Депутат Милли меджлиса Азербайджанской Республики VI и VII созывов, член комитетов по труду и социальной защите, культуре и топономической комиссии Милли меджлиса. Азербайджанский ученый, доктор философии и филологии, доцент. Член Союза писателей Азербайджана и Союза журналистов Азербайджана. Лауреат премии "Гасан бек Зардаби" Союза журналистов Азербайджана и премии "Золотое перо" азербайджанских СМИ.

## Биография
Родился Азиз Алекперов 5 октября 1960 года в селе Каралар, ныне Аралез, Араратского района Республики Армения. В 1967 году он стал учащимся первого класса сельской средней общеобразовательной школы, которую окончил в 1977 году. В 1979 году он стал студентом филологического факультета Азербайджанского государственного университета, обучение в котором завершил в 1984 году. С 1984 по 1987 годы по направлению работал учителем в средней школе села Кум Гахского района. Являлся председателем литературного объединения «песни Гурмука» Гахского района.
В 1987 году возвратился в родное село, но осенью 1988 года вместе с семьей из-за национального конфликта вынужден был покинуть Армянскую ССР. Поселился в городе Баку.
С 1988 года начал свою трудовую деятельность в Институте литературы имени Низами Академии наук Азербайджана. Сначала работал старшим лаборантом, затем младшим научным сотрудником, позже научным сотрудником. В январе 1992 года под руководством профессора Яшара Караева защитил диссертацию и получил учёную степень кандидата филологических наук. До ноября 2004 года работал в этом учебном заведении.
В 2000 году был назначен заведующим отделом в Институте фольклора Национальной академии наук Азербайджана и в настоящее время является ведущим научным сотрудником отдела «Деде Горгуд», доцентом.
С 1991 по 1998 годы Алекперов трудился и в прессе, работал корреспондентом, заведующим отделом, ответственным секретарем, редактором, заместителем главного редактора в различных газетах. С 1993 по 1994 годы был главным редактором газеты «Ана Ватан», с 1997 по 1998 годы — газеты" Агырдаг". С 1996 по 1997 годы работал заведующим отделом газеты Халг газети.
Активный общественный деятель. Член Союза писателей Азербайджана и Союза журналистов Азербайджана. Лауреат премии «Гасан бек Зардаби» Союза журналистов Азербайджана и премии «Золотое перо» азербайджанских СМИ.
Является автором более 500 научных и публицистических статей, 46 книг, в том числе 10-томного энциклопедического издания «Западный Азербайджан», книги «памятники Западного Азербайджана», изданной в Азербайджане и за рубежом на азербайджанском, английском, русском, немецком и французском языках. Книга «древняя тюрко-Огузская земля — Армения» была переиздана в Турции массовым тиражом в 2009 году. Кроме того, он является редактором, автором и издателем более 100 книг.
Алекперов является создателем и директором одного из первых частных издательств в Азербайджане — независимого издательства «Агардаг», функционирующего с 1997 года. Председатель Общины Западного Азербайджана (ранее — Азербайджанское общество беженцев).
На выборах в Национальное собрание Азербайджана VI созыва, которые прошли 9 февраля 2020 года, баллотировался по округу № 62 в Саатлинском районе. По итогам выборов одержал победу и получил мандат депутата Милли меджлиса Азербайджанской Республики. С 10 марта 2020 года приступил к депутатским обязанностям. Является членом комитета по культуре, членом комитета по труду и социальной политике парламента.
В 2024 году на парламентских выборах в Азербайджане, которые состоялись 1 сентября, одержал победу в Саатлинском избирательном округе №66. Официально стал депутатом Милли Меджлиса Азербайджана седьмого созыва, первое заседание которого состоялось 23 сентября 2024 года.
В свободное время исследует проблемы историзма в истории, географии, культуре и фольклоре земель Западного Азербайджана.